# 阿帕契縣
阿帕奇縣（英語：Apache County）是美国亞利桑那州東北部的一個郡，東鄰新墨西哥州，北鄰犹他州，東北鄰科羅拉多州；面積29,056平方公里，是州中面積第三大的縣份，亦是美國面積第六大縣份。根據2020年美國人口普查，阿帕契縣共有人口66,021人。阿帕契縣的行政中心為聖約翰斯。
本縣成立於1879年2月24日，得名於當地的印第安人部落阿帕契族。

## 地理

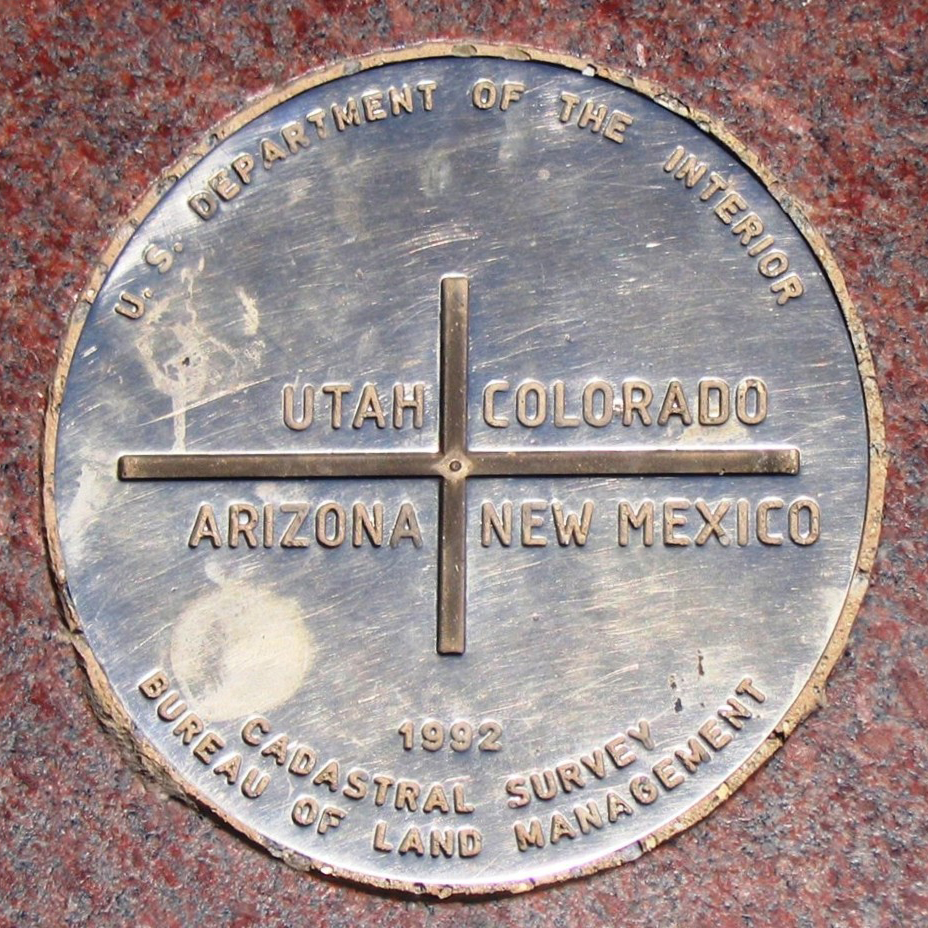
位於阿帕契縣的四角落州纪念处亞利桑那州部份

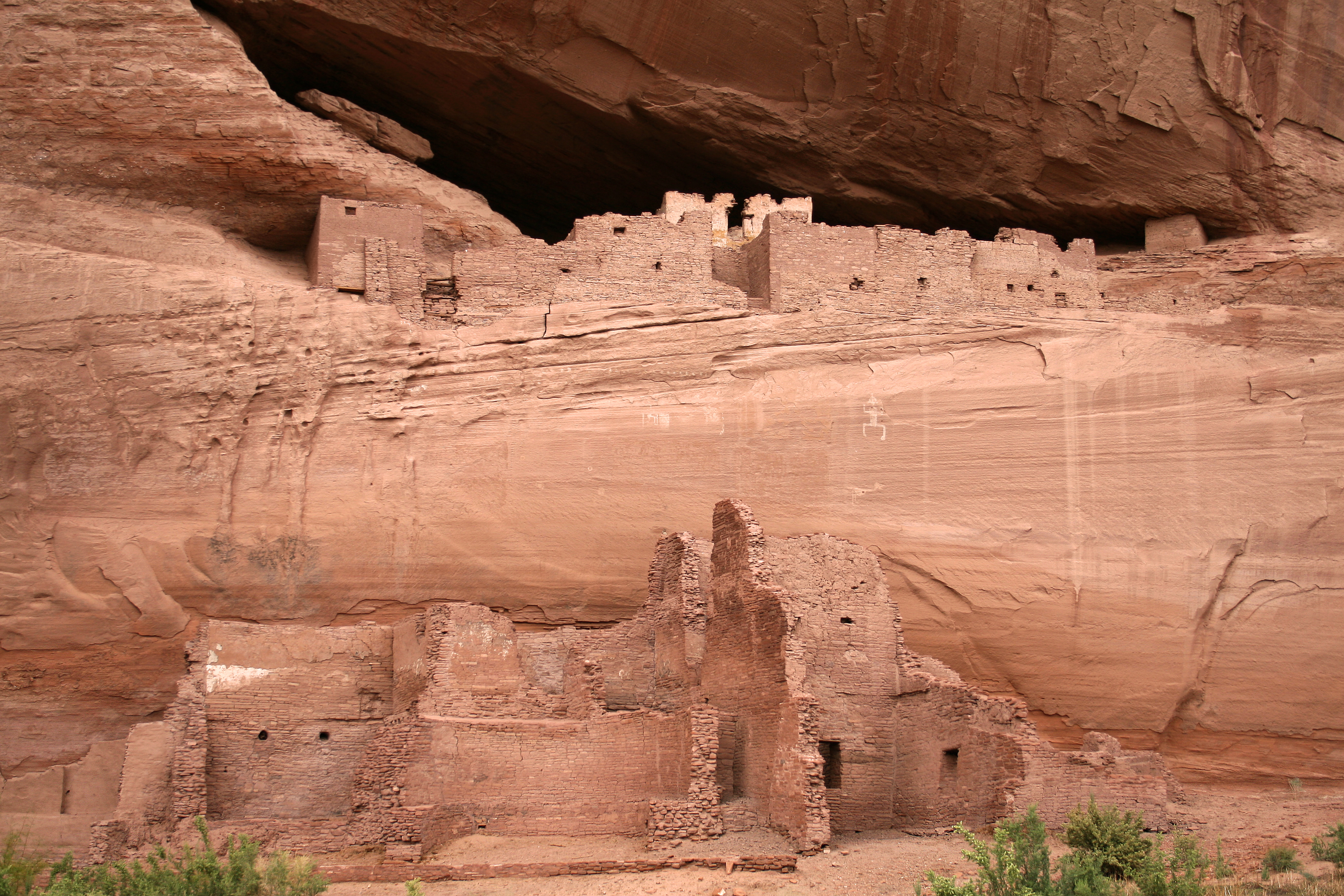
位於謝伊峽谷國家紀念區的白屋廢墟

根據2000年人口普查，阿帕契縣的面積為11,218.42平方英里（29,055.6平方），其中有11,204.88平方英里（29,020.5平方），即99.88%為陸地；13.54平方英里（35.1平方），即0.12%為水域。阿帕契縣是美國面積第六大縣份，僅次於聖貝納迪諾縣、可可尼諾縣、奈縣、埃爾科縣和莫哈維縣。

### 毗鄰縣
- 亞利桑那州 格林利縣：南方
- 亞利桑那州 葛蘭姆縣：南方
- 亞利桑那州 納瓦霍縣：西方
- 科羅拉多州 蒙提祖馬縣：東北方
- 猶他州 聖胡安縣：東方
- 新墨西哥州 聖胡安縣：東方
- 新墨西哥州 麥金萊縣：東方
- 新墨西哥州 錫沃拉縣：東方
- 新墨西哥州 卡特倫縣：東方

### 國家保護區
- 阿帕奇-希特格里夫斯国家森林（部份）
- 謝伊峽谷國家紀念區（英语：Canyon de Chelly National Monument）
- 哈貝爾交易後國家歷史遺址（英语：Hubbell Trading Post National Historic Site）
- 石化林國家公園（部份）

## 人口
| 调查年                              | 人口   | 备注 | %±     |
| ----------------------------------- | ------ | ---- | ------ |
| 1880                                | 5,283  |      | —      |
| 1890                                | 4,281  |      | −19.0% |
| 1900                                | 8,297  |      | 93.8%  |
| 1910                                | 9,196  |      | 10.8%  |
| 1920                                | 13,196 |      | 43.5%  |
| 1930                                | 17,765 |      | 34.6%  |
| 1940                                | 24,095 |      | 35.6%  |
| 1950                                | 27,767 |      | 15.2%  |
| 1960                                | 30,438 |      | 9.6%   |
| 1970                                | 32,298 |      | 6.1%   |
| 1980                                | 52,108 |      | 61.3%  |
| 1990                                | 61,591 |      | 18.2%  |
| 2000                                | 69,423 |      | 12.7%  |
| 2010                                | 71,518 |      | 3.0%   |
| 2011年估计                          | 72,401 |      | 1.2%   |
| U.S. Decennial Census 2011 estimate |        |      |        |

### 2010年
根據2010年人口普查，阿帕契縣擁有71,518居民。阿帕契縣的人口是由23.3%白人、0.2%黑人、72.9%原住民、0.3%亞裔、0.0%太平洋岛民、1.3%其他種族和2.0%混血构成。而西班牙裔或拉丁美洲人佔了人口5.8%。阿帕契縣是美國少數土著人口比白人人口多的縣份。

### 2000年
根據2000年人口普查，阿帕契縣擁有69,423居民、19,971住戶和15,257家庭。。其人口密度為每平方英里6居民（每平方公里2居民）。阿帕契縣擁有31,621間房屋单位，其密度為每平方英里3間（每平方公里1間）。阿帕契縣的人口是由19.50% 白人、0.25%黑人、76.88%土著、0.13%亞洲人、0.06%太平洋岛民、1.75%其他種族和1.43%混血构成。而西班牙裔或拉丁美洲人佔了人口4.49%。阿帕契縣的居民中，有58.39%母語為納瓦荷語、38.39%為英語以及2.71%為西班牙語。阿帕契縣是主要語言非英語的38個縣份之一。阿帕契縣亦是主要語言既非英語，亦非西班牙語的3個縣份之一，更是州中唯一一個第一語言並非英語或西班牙語的縣份。
在19,971住户中，有43.80%擁有一個或以上的兒童（18歲以下）、49.30%為夫妻、21.40%為單親家庭、而有23.60%為非家庭。其中21.20%住户為獨居，6.90%為同居長者。平均每戶有3.41人，而平均每個家庭則有4.04人。在69,423居民中，有38.50%為18歲以下、9.40%為18至24歲、25.10%為25至44歲、18.70%為45至64歲以及8.30%為65歲以上。人口的年齡中位數為27歲，每100個女性就有98.20個男性。而每100個成年女性（18歲以上）就有94.50個成年男性。
阿帕契縣的住戶收入中位數為$23,344，而家庭收入中位數則為$26,315。男性的收入中位數為$30,182，而女性的收入中位數則為$22,312。阿帕契縣的人均收入為$8,986。約33.50%家庭和37.80%人口在貧窮線以下。
於2000年，阿帕契縣最多人相信的宗教為天主教（19,965人）。而最大的宗教機構則分別為天主教會（19,965成員）和耶穌基督後期聖徒教會（8,947成員）。